# Landunvez
 Landunvez  es una población y comuna francesa, situada en la región de Bretaña, departamento de Finisterre, en el distrito de Brest y cantón de Ploudalmézeau.

## Demografía
| 1535 | 1391 | 1248 | 1315 | 1359 | 1345 |
| Para los censos de 1962 a 1999 la población legal corresponde a la población sin duplicidades (Fuente: INSEE [Consultar]) |      |      |      |      |      |